# Forcipomyia globularis
Forcipomyia globularis är en tvåvingeart som beskrevs av Edwards 1928. Forcipomyia globularis ingår i släktet Forcipomyia och familjen svidknott. Inga underarter finns listade i Catalogue of Life.